# Vincenzo Fasolo
Vincenzo Fasolo (Spalato, 5 luglio 1885 – Roma, 6 novembre 1969) è stato un architetto, ingegnere e storico dell'architettura italiano.

## Biografia

Lo Stadio della Vittoria a Bari.

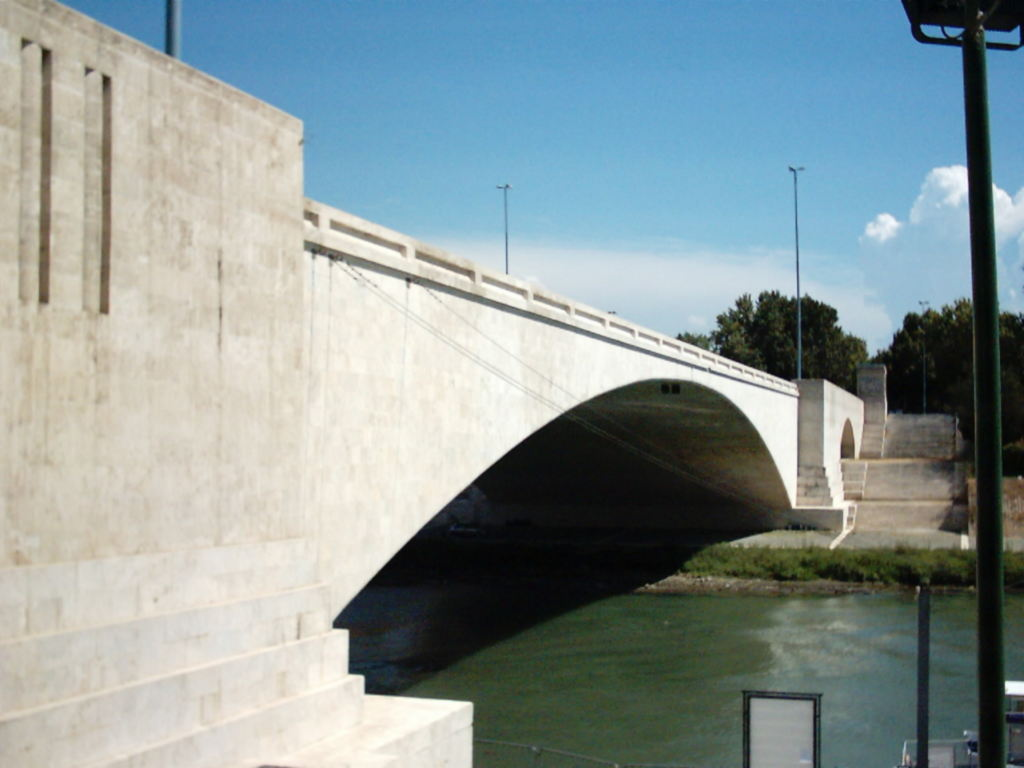
Il Ponte Duca d'Aosta a Roma.

Nato a Spalato da Michelangelo e Andreina Allujevich, dovette lasciare la città natale ancora in tenera età per seguire il padre, docente di chimica, prima a Cagliari e poi a Foggia, continuando però nei mesi estivi a recarsi ogni anno in Dalmazia, ospite dei cugini Ghiglianovich e Barbieri.
In seguito ad un incidente di laboratorio Michelangelo Fasolo perse la vista, e la famiglia fu colpita da ristrettezze economiche. La cosa fu di sprone per il giovane Vincenzo, che a quindici anni giunse a Roma dove seguì tutti gli studi.
Laureatosi in ingegneria civile nel 1909, lo stesso anno fu insignito del titolo di professore di disegno, cui tenne in modo particolare lungo tutta la vita, abbinando alla pratica di architetto anche l'hobby della pittura e della grafica.
Alla scuola di ingegneria si formò in Architettura Tecnica con Giovanni Battista Milani che gli trasmise il metodo analitico di comprensione dell'architettura attraverso il disegno integrato dell'architettura e della costruzione dell'organismo architettonico.
Fervente irredentista, il 13 novembre 1920 fu fra i tredici dalmati residenti a Roma firmatari di una lettera di protesta contro il Trattato di Rapallo, col quale l'Italia rinunciava alla Dalmazia promessale col patto di Londra per il suo intervento nella prima guerra mondiale.
Assieme a Gustavo Giovannoni, Giovanni Battista Milani, Arnaldo Foschini, Manfredo Manfredi e Marcello Piacentini fu promotore della Scuola di Architettura di Roma, divenuta in seguito la prima facoltà di architettura in Italia, della quale fu professore di Storia e stili dell'architettura dal 1925 e preside dal 1961. In pari tempo, fu anche direttore della Scuola di Disegno della facoltà di ingegneria.
Milani lo coinvolse nell'opera "Le forme architettoniche" di cui Fasolo scrisse poi i volumi successivi.
Nel corso della sua vita, fondò la Scuola di perfezionamento per il restauro dei monumenti ed il periodico "Quaderni dell'Istituto di Storia dell'Architettura".
Vincenzo Fasolo fu uno dei più insigni storici dell'architettura del suo tempo, nonché autore di svariati studi e monografie. La sua opera più importante fu una Storia dell'architettura in più volumi, che dopo la sua morte verrà portata a termine dal figlio architetto e professore universitario Furio, il quale, assieme al fratello Orseolo, curerà anche la pubblicazione delle stampe di Roma e Venezia.
Fra gli altri titoli e incarichi, Vincenzo Fasolo fu anche presidente dell'Accademia nazionale di San Luca e architetto della Fabbrica di San Pietro, titolo avuto in passato da Michelangelo. Fu poi socio onorario della Scuola Dalmata dei SS. Giorgio e Trifone di Venezia, nonché socio e presidente della Società Dalmata di Storia Patria di Roma.
Morì a Roma il 6 novembre 1969, lasciando dietro di sé una feconda scuola di storici dell'architettura.

## Progetti principali
In qualità di architetto Vincenzo Fasolo ha progettato una serie di edifici sia pubblici che privati di notevole importanza in varie zone dell'Italia, ma principalmente a Roma. Fra di essi si ricordano:
- Villino Mandolesi a Grottammare, opera giovanile in stile eclettico-liberty;
- stadio della Vittoria di Bari;
- palazzo del comune di Zara;
- Villa Cidonio, nel comune di Rocca di Mezzo.

A Roma
- Casina delle Civette nel parco di Villa Torlonia, restauro del 1917;
- ara della breccia di Porta Pia, su Corso d'Italia;
- Liceo Terenzio Mamiani, su viale delle Milizie (1921-23);
- palazzo del Governatorato, su piazza della Stazione Vecchia a Ostia (1924-28);
- scuola elementare Alberto Cadlolo, su via della Rondinella (1925) oggi sede dell'Accademia di costume e di moda;
- caserma dei Vigili del Fuoco Alberto De Jacobis, su via Marmorata, angolo via Galvani (1926-28);
- colonia marina Vittorio Emanuele III, su lungomare Paolo Toscanelli a Ostia;
- complesso scolastico monumentale tardo-liberty Armando Diaz, su via Acireale (1928-30);
- ponte Duca d'Aosta sul fiume Tevere (1939-42).

## Galleria d'immagini

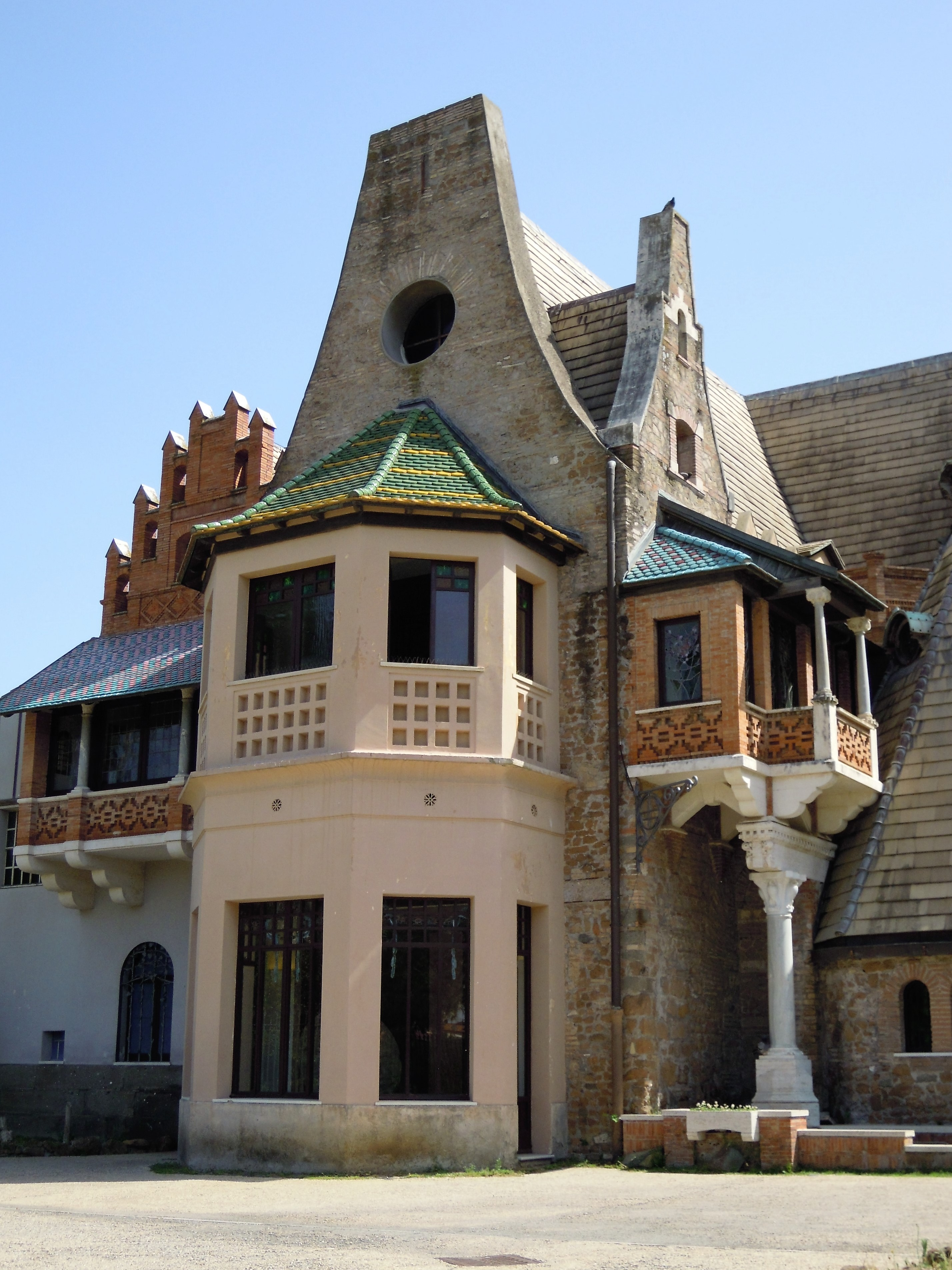
La Casina delle civette.
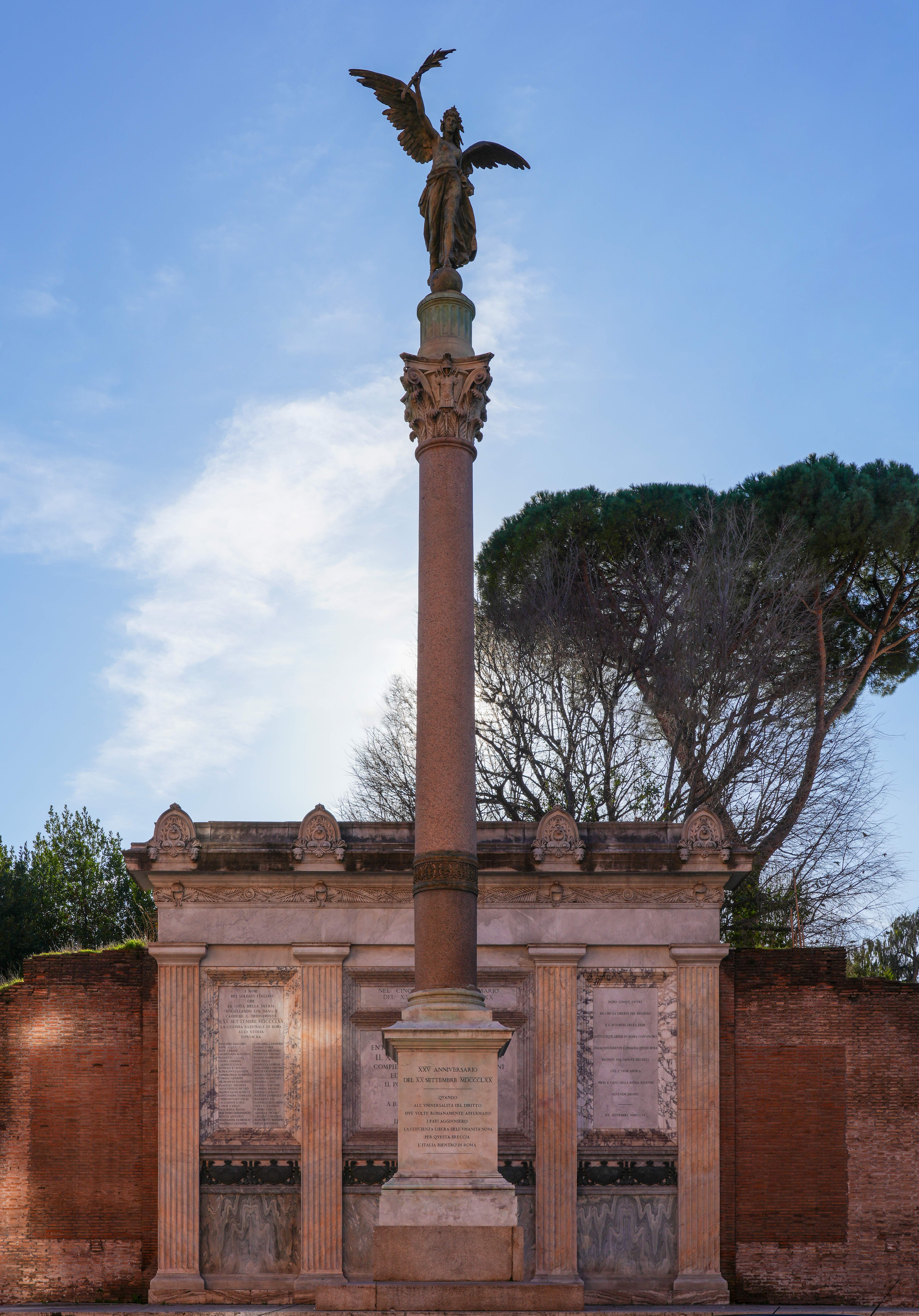
Il monumento commemorativo della breccia di Porta Pia.
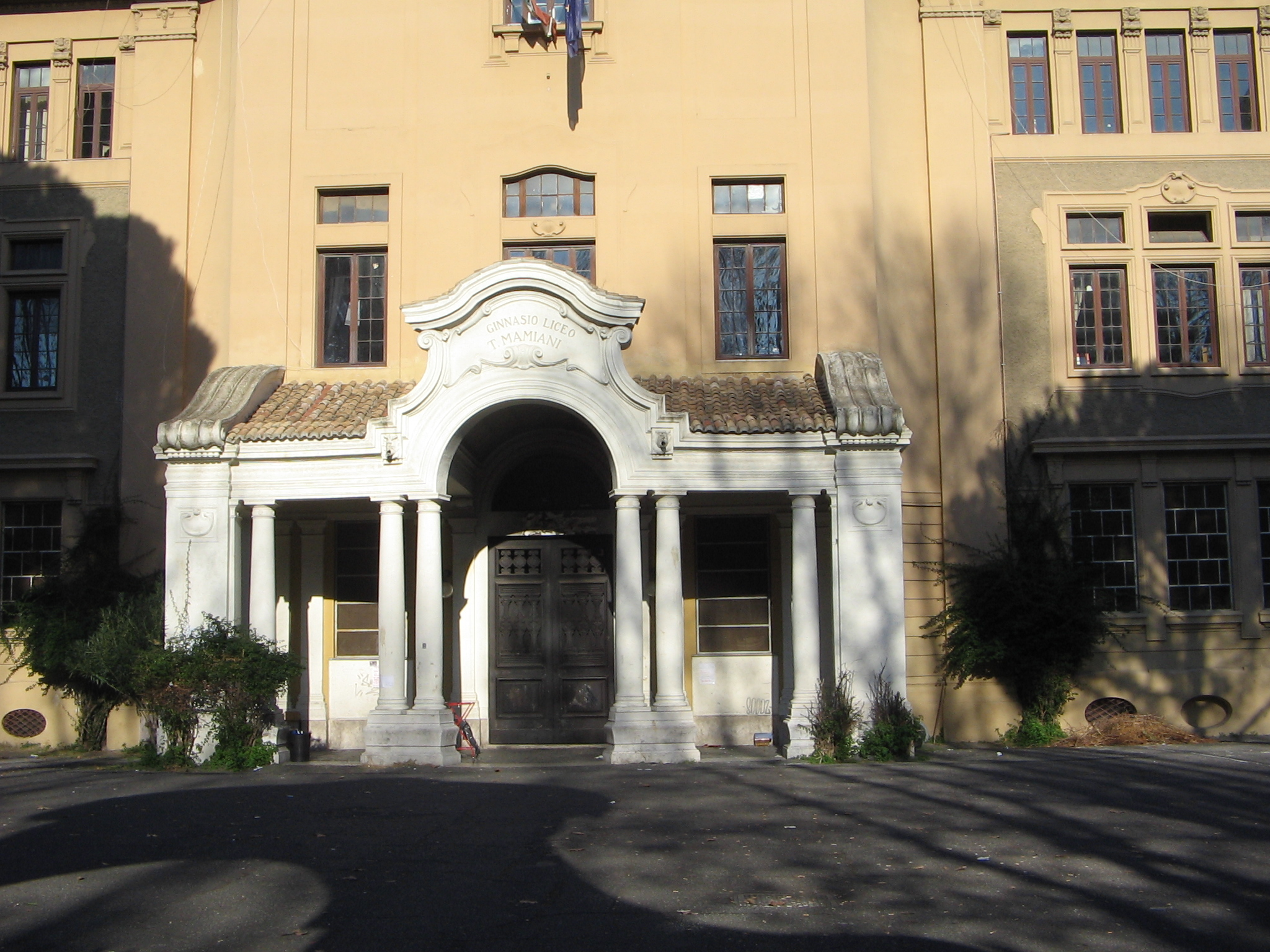
L'ingresso del Liceo Mamiani.
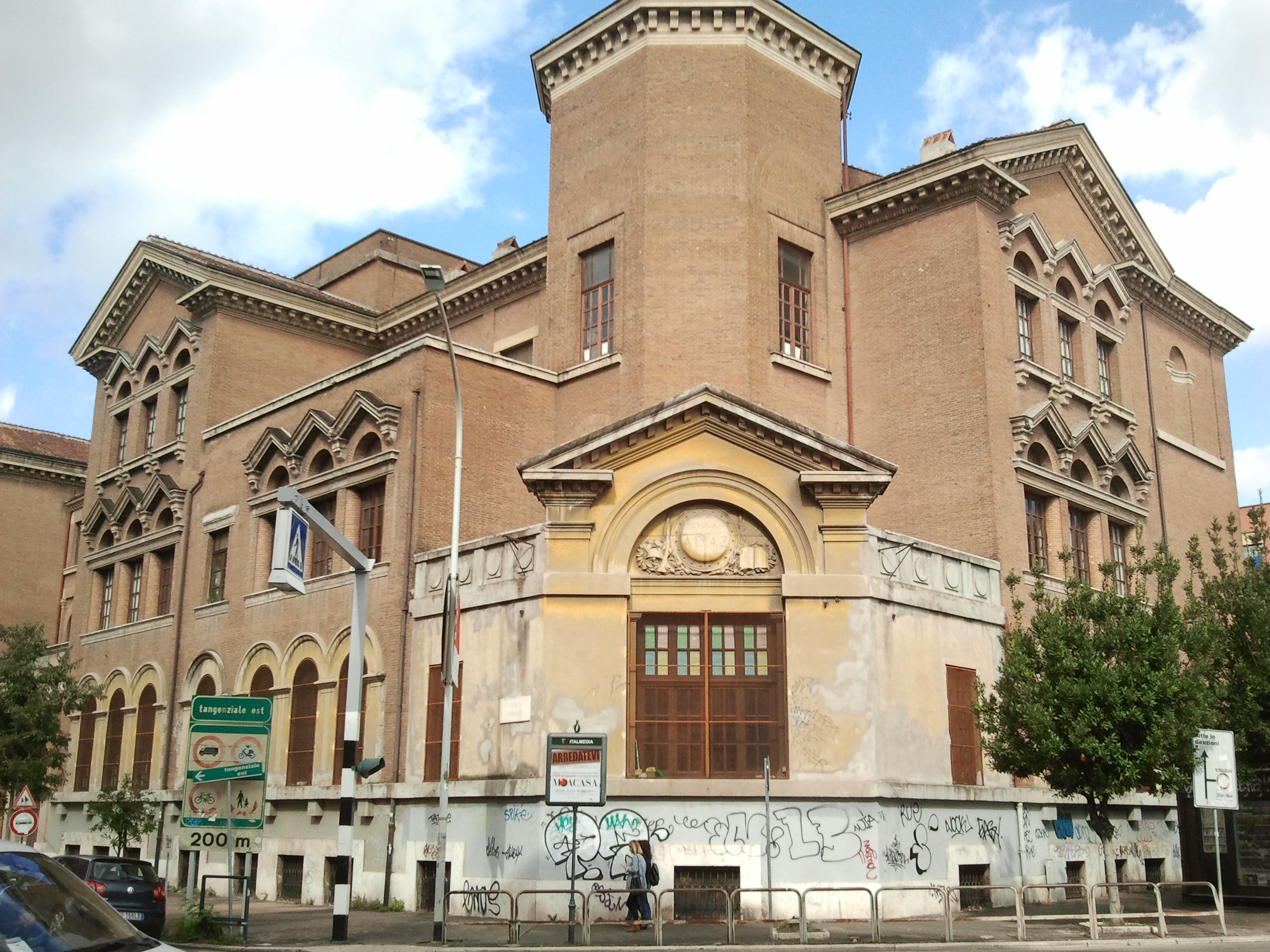
Il complesso monumentale tardo liberty del 1926-28.
Il Palazzo del Comune di Zara.

## Opere principali
- Le forme architettoniche dal '400 al neoclassico, Milano 1931.
- Le forme architettoniche dall'Ottocento ai giorni nostri, Milano 1934.
- Guida metodica per lo studio della storia dell'architettura, Roma 1954.
- Analisi grafica dei valori architettonici, Roma 1962.